# Кацуя Іноуе
Кацуя Іноуе (яп. 大石 幸史; нар. 10 серпня 1979) — японський боєць змішаних єдиноборств, що професійно виступав у 2003-2011 роках у легких вагових категоріях на Pancrase та GCM.

## Кар'єра змішаних бойових мистецтв
Програв у дебютному поєдинку дискваліфікацією через удар головою.
Двічі переміг Сатору Кітаока (7 листопада 2004 року на Pancrase-Brave 10 та 30 січня 2008 року на Pancrase-Shining 1).
Двічі переміг Коджі Оїші (30 травня 2007 року на Pancrase-Rising 5 нокаутом одним ударом, потім 7 грудня 2008 року на Pancrase-Shining 10).
На Dream 3-Lightweight Grand Prix 2008 Quarterfinals зіткнувся з Ніком Діазом та програв йому на 6:45 хвилині першого раунду унікального поєдинку.
Також є нічия з бійцем UFC Мізуто Хірота на GCM-Cage Force EX 28 лютого 2009 року.
4 вересня 2011 року на Pancrase-Impressive Tour 9 програв Наоюкі Котані та завершив карєру.